# ناحیه بروکفیلد، شهرستان ایتون، میشیگان
ناحیه بروکفیلد (به انگلیسی: Brookfield Township) یک منطقهٔ مسکونی در ایالات متحده آمریکا است که در شهرستان ایتون، میشیگان واقع شده‌است.
 ناحیه بروکفیلد ۹۳٫۸ کیلومتر مربع مساحت و ۱٬۴۲۹ نفر جمعیت دارد و ۲۸۵ متر بالاتر از سطح دریا واقع شده‌است.